# Borne milliaire de Ramps
La borne milliaire du moulin du Ramps est une borne milliaire qui se trouve à côté des vestiges du moulin à vent de Ramps, sur le territoire de l’ancienne commune de Sainte-Alauzie, depuis 2017 commune nouvelle de Castelnau-Montratier-Sainte-Alauzie, dans le Lot. Localement, elle est appelée La Pierre Carrée. Elle porte des gravures médiévales ou plus récentes.

## Historique
La Pierre Carrée est située 15 mètres à l'est du moulin de Ramps, au bord d'un ancien chemin de crête reliant Cahors et Moissac. Dès 1885, Léopold Limayrac émet l'hypothèse que la pierre carrée de Ramps pourrait être une borne milliaire de la voie romaine reliant Bordeaux à Lyon.
Les sondages faits en 2015 ont montré que la borne située à côté du moulin de Ramps, est bien la partie inférieure d'une borne milliaire gallo-romaine. Tronquée au Moyen Âge, elle a été partiellement enterrée tête-bêche, sa base cubique caractéristique a pu ainsi servir de support aux nouvelles inscriptions.
C'est le premier milliaire de la cité des Cadurques. Elle démontre qu'une voie romaine passait bien sur cette crête du Quercy blanc. Elle a pu servir au Moyen Âge pour indiquer une limite entre plusieurs paroisses (Sainte-Alauzie, Castelnau-Montratier et Sauveterre), ou peut-être entre les diocèses de Cahors et de Montauban.
À la suite des fouilles de 2015, la borne milliaire du Moulin de Ramps a été inscrite sur la liste des monuments historiques par arrêté du 24 septembre 2015, sous les n°PA46000067 (intitulé Borne milliaire du Moulin de Ramps) et n°IA46103011 (intitulé Borne dite pierre carrée du moulin de Ramps) de la Base Mérimée. 